# York University
York University (YU) este o instituție de invățământ superior de stat din Toronto, Ontario, Canada.
A fost înființată în anul 1959.